# 苏北乘降所
苏北乘降所是位于辽宁省沈阳市苏家屯区苏北社区的一个火车站。目前仅供铁路职工通勤使用。
距离沈阳站13公里，大连站384公里，丹东站264公里，隶属中国铁路沈阳局集团有限公司管辖。
1. ↑  铁道部电子计算技术中心, 铁道部运输局. . 北京: 中国铁道出版社. 1998: 130. ISBN 9787113030995.